# Арнольд Совінскі
Арнольд Совінскі (фр. Arnold Sowinski, 17 березня 1931, Льєвен — 2 квітня 2020, Ланс) — французький футболіст, що грав на позиції воротаря. По завершенні ігрової кар'єри — тренер. Ігрова і тренерська кар'єри були повністю присвячені «Лансу».
За тренерські досягнення нагороджений французьким орденом «За заслуги».

## Ігрова кар'єра
1952 року став гравцем основної команди «Ланса», за який в іграх чемпіонату дебютував наступного сезону. Протягом усієї кар'єри гравця, що тривала п'ятнадцять років, лишався гравцем цього клубу. Утім основним воротарем «Ланса» був лише протягом декількох сезонів, здебільшого задовільняючись статусом резервного голкіпера.

## Кар'єра тренера
Завершивши ігрову кар'єру в «Лансі» 1966 року, залишився у клубі, де працював на тренерських посадах з молодіжною та основною командами.
Після того, як 1969 року «Ланс» збанкрутував і його команда отримала право грати лише в аматорському чемпіонаті Франції, Совінскі залишився у його структурі і прийняв пропозицію стати головним тренером основної команди. Під його керівництвом за чотири сезони «Ланс» подолав шлях до найвищого дивізіону, в якому знову стартував у сезоні 1973/74. А наступного року команда Совінскі сягнула фіналу Кубка Франції, навіть поразка в якому від діючого чемпіона країни «Сент-Етьєна» дозволили «Лансу» уперше в історії стати учасником єврокубків. Щоправда у Кубку володарів кубків 1975/76 йому не вдалося подолати вже стадію 1/8 фіналу. У сезоні 1976/77 очолюваний Совінскі «Ланс» сягнув другого місця у підсумковій турнірній таблиці чемпіонату Франції, утім вже наступний сезон провалив, посівши лише 18 місце серед 20 учасників і втративши місце в елітному футбольному дивізіоні країни. Після цього провалу влітку 1978 року незмінного протягом попереднього десятиріччя тренера було звільнено.
Однак вже за рік, влітку 1979, Совінскі повернувся на тренерський місток «Ланса», з яким пропрацював протягом наступних двох сезонів. Згодом «Ланс» ще двічі, у 1988 і 1989 року звертався по його тренерські послуги.
Помер 2 квітня 2020 року на 90-му році життя у Лансі від ускладнень, пов'язаних з коронавірусною хворобою COVID-19.

## Статистика виступів

### Статистика клубних виступів
| Сезон   | Команда | Чемпіонат  | Чемпіонат | Чемпіонат |
| Сезон   | Команда | Ліга       | Ігор      | Голів     |
| ------- | ------- | ---------- | --------- | --------- |
| 1952–53 | «Ланс»  | Дивізіон 1 | -         | -         |
| 1953–54 | «Ланс»  | Дивізіон 1 | 1         | -         |
| 1954–55 | «Ланс»  | Дивізіон 1 | -         | -         |
| 1955–56 | «Ланс»  | Дивізіон 1 | 19        | -         |
| 1956–57 | «Ланс»  | Дивізіон 1 | 8         | -         |
| 1957–58 | «Ланс»  | Дивізіон 1 | 22        | -         |
| 1958–59 | «Ланс»  | Дивізіон 1 | 24        | -         |
| 1959–60 | «Ланс»  | Дивізіон 1 | 1         | -         |
| 1960–61 | «Ланс»  | Дивізіон 1 | 19        | -         |
| 1961–62 | «Ланс»  | Дивізіон 1 | -         | -         |
| 1962–63 | «Ланс»  | Дивізіон 1 | 31        | -         |
| 1963–64 | «Ланс»  | Дивізіон 1 | 1         | -         |
| 1964–65 | «Ланс»  | Дивізіон 1 | -         | -         |
| 1965–66 | «Ланс»  | Дивізіон 1 | -         | -         |